# Sinagoga Brodski

La Sinagoga Brodski en ucraïnès: Синагога Бродського) és una sinagoga d'estil morisc  a Kíiv, Ucraïna. Va ser construïda entre 1897 i 1898. El fabricant de sucre i comerciant Làzar Brodski en va finançar la construcció. El 1926, les autoritats soviètiques la van tancar i hi van instal·lar un cercle obrer. L'edifici va ser devastat durant la Segona Guerra Mundial per les tropes del Tercer Reich, i va ser utilitzat posteriorment com a teatre. Des dels anys noranta del segle xx uns grups de la comunitat jueva de Kiiv van començar a actuar per a recuperar l'edifici. El 1997, les autoritats les van cedir l'edifici. Va ser renovat l'any 2000, i des d'aleshores es fa servir com a centre comunitari per a la població jueva de la ciutat.

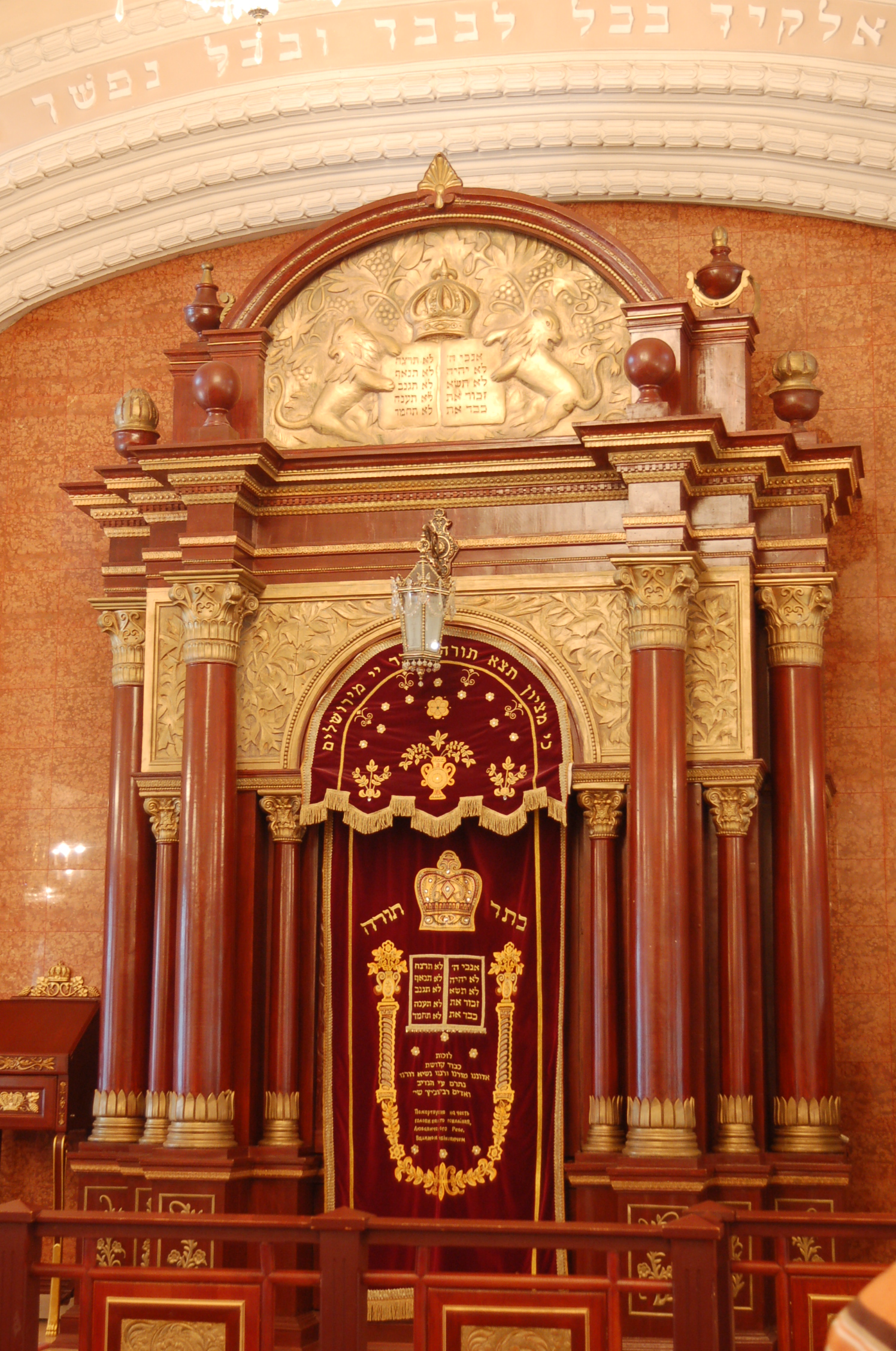
Detall de l'interior

A la ciutat d'Odessa hi ha una altra Sinagoga Brodski, que té el nom de «brodski» perquè va ser creada per una grup de jeus emigrats de la ciutat de Brodi.